# Corlăteni (Botoșani)
Corlăteni è un comune della Romania di 2 443 abitanti, ubicato nel distretto di Botoșani, nella regione storica della Moldavia.
Il comune è formato dall'unione di 4 villaggi: Carasa, Corlăteni, Podeni, Vlădeni.
Nel 2004 si sono staccati da Corlăteni i villaggi di Dimăcheni, Mateieni e Recia-Verbia, andati a formare il comune di Dimăcheni.